# Borden Parker Bowne
Pour les articles homonymes, voir Bowne.
Borden Parker Bowne (14 janvier 1847-1er avril 1910) est un philosophe et théologien américain de confession chrétienne s'inscrivant dans la tradition méthodiste. Il se montre critique à l'encontre du positivisme, du matérialisme et de toutes les formes de réductionnisme et de naturalisme. Il identifie l'essence de chaque être humain à la « personne », interprétée dans un contexte théiste chrétien comme réalité spirituelle irréductible.
Bowne qualifie lui-même ses positions de « berkeleyisme kantianisé », d'« empirisme transcendantal » et, enfin, de « personnalisme ». Reconnu comme la figure dominante du personnalisme aux États-Unis depuis la publication en 1908 de l'un de ses ouvrages intitulé Personalism, son enseignement nourrit un grand nombre de ministres des Églises libérales protestantes, méthodistes en particulier, qui mirent en pratique dans leur apostolat la pensée de leur maître.
Martin Luther King Jr., qui reçut l'enseignement de son étudiant et disciple Edgar Sheffield Brightman, se réclamera de l'héritage de Borden Bowne.

## Biographie
Borden Parker Bowne est né le 14 janvier 1847, près de Leonardville, dans le New Jersey. Il est l'un des six enfants de parents de confession méthodiste, eux-mêmes éduqués selon les préceptes en vigueur dans le New Jersey rural. Le père, Joseph Bowne, est juge de paix, fermier et prédicateur méthodiste. Il plaide pour l'abolition de l'esclavage à une époque où cette attitude reste controversée. La mère est issue d'une famille de Quakers et est également une abolitionniste convaincue. Les parents de Bowne sont pour lui des modèles d'inflexibilité morale, en particulier en ce qui concerne le respect de la dignité de chaque personne. Plus tard, Bowne contribue au mouvement d'intégration des Afro-Américains dans l'enseignement supérieur, et il préside en 1891 la thèse du premier Noir-Américain à obtenir un doctorat dans une université des États-Unis – John Wesley Edward Bowen.
Bowne intègre l'Université de New York en 1867 en pleine controverse sur la théorie de l'évolution de Darwin. Il écrit à cette occasion un essai contre la théorie de la connaissance proposée par Herbert Spencer, car il l'estime incompatible avec l'idée d'un moi substantiel. Dans le même temps, il obtient son habilitation à prêcher dans l'Église méthodiste. En 1872, Bowne reçoit l'ordination en tant que diacre méthodiste et se voit attribuer la charge d'une congrégation dans les régions rurales de Long Island, à Whitestone. En 1873, il poursuit ses études en Europe. Il étudie principalement à Paris, à Halle et à Göttingen. En Allemagne, il est séduit par la philosophie de Rudolf Hermann Lotze dont il reçoit l'enseignement et qui l'influencera dans son orientation philosophique. Bowne travaille ensuite comme journaliste à New York de 1874 à 1876, après avoir obtenu son Master de philosophie à l'Université de New York. En 1877, il intègre l'Université de Boston pour y enseigner la philosophie.
À l'Université de Boston, Bowne fonde avec certains de ses étudiants, notamment Albert Knudson et Ralph Flewelling, un mouvement philosophique idéaliste et individualiste appelé « personnalisme », que rejoindra plus tard Edgar Brightman. Ce mouvement trouve à la même période son équivalent au sein de l'Université de Californie dans le mouvement personnaliste lancé par George Howison, l'autre grand représentant de ce courant de pensée aux États-Unis. Les promoteurs du personnalisme dit « de Boston », Bowne en tête, contribuent au développement du théisme dans les universités américaines au tournant du XXe siècle, à contre-courant des nouvelles tendances matérialistes et naturalistes de cette période.
En 1888, Bowne devient le premier doyen de l'École d'études supérieures de l'Université de Boston et il continue d'y enseigner jusqu'à sa mort, le 1er avril 1910, à Boston.

## Philosophie
Borden Bowne défend un idéalisme pluraliste et individualiste – le « personnalisme » – à l'instar de George Howison sur l'autre rive des États-Unis. Pour Bowne, il n'existe rien en dehors et au-delà de l'expérience personnelle :
« Chaque fois que nous tentons d'aller derrière ce fait nous essayons d'expliquer l'explication. Nous expliquons les objets devant le miroir par les images qui semblent exister derrière lui. Il n'y a rien derrière le miroir. Quand nous avons vécu et décrit la vie personnelle nous avons fait tout ce que peut faire un esprit sain et mesuré. ».
Le fait fondamental, affirme Bowne, est la réalité de l'expérience individuelle qui constitue l'esprit de chaque personne. Cette individualité spirituelle ne peut être une abstraction comme le soutiennent les idéalistes hégéliens. Elle ne peut être une catégorie abstraite, car « les catégories n'expliquent pas l'intelligence, c'est l'intelligence qui explique les catégories ». L'expérience personnelle constitue donc « un fait premier qui explique toutes les autres choses. » En tant qu'elle est « donnée comme réelle », elle doit donc être acceptée comme un fait lui-même inexplicable mais pourtant absolument réel.
Pour Bowne, la personne est un esprit fini substantiel, une substance spirituelle. Mais de quelle autre substance cette personne tient-elle son existence ? Elle ne peut la tenir, d'après lui, que d'un être qui soit aussi une personne. Il ne peut s'agir que de Dieu, la Personne Suprême. Cette conception théiste de l'origine des personnes distingue le personnalisme de Bowne (dit « de Boston ») de celui d'Howison (dit « de Californie »). Dieu – la personne divine – n'est plus comme chez ce dernier interprété à partir de l'expérience et de l'action des individus ; il est une personne séparée, tout à la fois créatrice et source du monde. Les êtres finis sont créés, non pas créateurs, et la nature s'identifie à l'énergie de l'Esprit Cosmique. En tant que source du monde, l'Esprit Divin est l'Intelligence qui explique l'ordre et la continuité du monde phénoménal.
À l'encontre de Howison là encore, Bowne condamne l'évolutionnisme, qui ne peut que conduire à un naturalisme athée selon lui. La vie personnelle ne peut pas être le produit d'une évolution impersonnelle, sauf à admettre que « l'impersonnel d'où naît notre personnalité a déjà un certain coefficient de personnalité comme condition de son développement. ». Pour cette raison, Bowne n'exclut pas l'hypothèse panpsychiste, selon laquelle l'esprit existe au moins en germe en tout être individuel, et il s'inscrit dans une certaine filiation avec son ancien professeur Hermann Lotze, qui défend cette idée.

## Conceptions religieuses, procès en hérésie
Bowne considère que la continuité de l'expérience humaine ou animale est inexplicable si on ne conçoit pas que Dieu exerce son pouvoir de façon ininterrompue à chaque moment de l'expérience. Ainsi, chaque événement de notre vie doit-il être considéré comme une création « spéciale » au sens où l'explication complète de son existence ne peut être fournie par la science. Elle ne peut l'être non plus par la théologie, ni par aucun autre mode de compréhension relevant des facultés humaines. Les explications scientifiques de l'expérience personnelle sont nécessairement incomplètes, tout comme le sont les explications théologiques.
L'une des conséquences problématiques de cette position critique est qu'on ne peut légitimer la croyance en l'existence des « miracles » au sens traditionnel du terme, sauf peut-être à des fins pédagogiques dans le cadre d'une enseignement religieux destiné aux enfants ou aux personnes jugées immatures. Le plus problématique pour Bowne est que la remise en cause de la conception chrétienne traditionnelle des miracles implique celle de certains dogmes chrétiens associés à l'idée de miracle, comme la Résurrection du Christ. Elle contrarie de ce fait la frange conservatrice de son Église, et lui vaut même un procès en hérésie de leur part.
C'est en 1903 que débute la controverse qui aboutit au procès de Bowne au printemps de 1904, le seul procès en hérésie dans l'histoire de l'Église méthodiste. En plus des problèmes posés par sa conception continuiste de l'action de Dieu et par sa critique de la notion de « miracle », Bowne est accusé d'avoir repris à l'Université de Boston l'enseignement de la critique de la Bible donné par un professeur de religion qui avait été renvoyé pour ce motif. Bowne réussit à s’acquitter de toutes les accusations portées contre lui, à l'unanimité, par un conseil d'évêques méthodistes. À bien des égards, cet épisode a permis à la théologie méthodiste de s'amender et de jouer un rôle influent dans ce qui s'est appelé plus tard le « consensus protestant libéral ».

## Publications principales
- The Philosophy of Herbert Spencer (New York, 1874).
- Studies in Theism (New York, 1882).
- Metaphysics: A Study in First Principles (New York, 1882; édition révisée, 1898).
- Introduction to Psychological Theory (New York, 1886).
- Philosophy of Theism (New York, 1887; édition révisée : 1902).
- The Principles of Ethics (New York, 1892).
- Theory of Thought and Knowledge (New York, 1899).
- The Christian Revelation (Cincinnati, 1898).
- The Christian Life (Cincinnati, 1899).
- The Atonement (Cincinnati, 1900).
- The Immanence of God (Boston, 1905).
- Personalism (Boston, 1908).
- Studies in Christianity (1909).
- A Man’s View of Woman Suffrage (Boston, 1910).
- The Essence of Religion (Boston, 1910).
- Kant and Spencer: A Critical Exposition (Boston, 1912).